# Frieden von Razianz

Urkunde des Friedensabschlusses

Der Frieden von Razianz (polnisch Pokój w Raciążku) im Jahre 1404 beendete den Konflikt zwischen dem Königreich Polen und dem Großfürstentum Litauen auf der einen Seite und dem Deutschen Orden auf der anderen Seite, der nach dem Vertrag zu Salinwerder wieder ausgebrochen war.

## Vorgeschichte
Die polnisch-litauische Union von Krewo von 1385 wurde in der Union von Vilnius und Radom von 1401 ausgebaut. Der Vertrag zu Salinwerder von 1398 zwischen dem Deutschen Orden und Litauen war dagegen nicht von langer Dauer. 1401 kam es in Samogitien zu einem erneuten litauischen Aufstand gegen den Orden. Zudem wechselte der litauische Prinz Švitrigaila zum Deutschen Orden über, um mit dessen Hilfe den Großfürsten Vytautas zu stürzen. Švitrigaila erklärte sich 1402 auf der Marienburg zum Großfürsten von Litauen und erkannte das Recht des Ordens auf Samogitien und Pskow an. Mit Hilfe des Ordens fiel er in Litauen ein, konnte sich jedoch nicht gegen Vytautas durchsetzen, der Hilfe vom polnischen König Władysław II. Jagiełło erhielt. Stattdessen gelang es dem polnisch-litauischen Heer Dünaburg und Gotterswerder an der Memel zu besetzen. Die Gegenoffensive Švitrigailas und des Ordens im Jahr 1403 blieb erfolglos. Zudem verbot der Papst in der Bulle vom gleichen Jahr dem Orden die Litauerkriege. Dies führte dazu, dass der Orden das Bündnis mit Švitrigaila aufkündigte. Die Konfliktparteien trafen sich vom 18. bis zum 23. Mai 1404 auf der Burg Razianz der Bischöfe von Leslau in Raciążek, Kujawien.

## Beschlüsse
Polen sollte das Dobriner Land und die Burg Schlotterey vom Orden erwerben. Litauen bestätigte den Vertrag zu Salinwerder und verzichtete auf Samogitien. Der Großmeister Konrad von Jungingen verzichtete auf alle Rechte an Litauen und versprach, kein Bündnis mit den Feinden Polens einzugehen, gemeint war insbesondere Švitrigaila. Polen und der Orden bestätigten den Frieden von Kalisch von 1343. Polen bekräftigte jedoch seine Ansprüche auf Pommerellen.

## Nachgang
Der Friedensschluss war nicht von langer Dauer. Konrad von Jungingen starb 1407. Sein Nachfolger Ulrich von Jungingen führte eine aggressive Politik gegenüber Polen-Litauen. Im Frühjahr 1409 kam es daher erneut zu einem litauischen Aufstand gegen den Orden in Samogitien, dem der Große Krieg des Deutschen Ordens gegen Polen-Litauen folgte. Dieser wurde mit dem Ersten Frieden von Thorn 1411 beendet.